# Landry N’Guémo
Joël Landry Tsafack N’Guemo (ur. 28 listopada 1985 w Jaunde, zm. 27 czerwca 2024 w okolicach Obali) – piłkarz kameruński grający na pozycji środkowego pomocnika. Mierzył 173 cm wzrostu.

## Kariera klubowa
N’Guémo urodził się w stolicy Kamerunu, Jaunde. W wieku 13 lat wyemigrował z rodzicami do Francji i tam też rozpoczął karierę piłkarską w klubie AS Nancy. Już w sezonie 2002/2003 w wieku 18 lat zaczął występować w drużynie B, grającej w amatorskiej czwartej lidze, Championnat de France Amateurs. W 2005 roku stał się członkiem kadry pierwszego zespołu, prowadzonego przez Urugwajczyka Pabla Correę. W Ligue 1 zadebiutował 20 sierpnia w przegranym 0:1 wyjazdowym meczu z Olympique Lyon, gdy w 78. minucie zmienił Jonathana Brisona. W 2006 roku wygrał z Nancy Puchar Ligi Francuskiej, a jesienią wystąpił w rozgrywkach grupowych Pucharu UEFA. W 2008 roku zajął z Nancy 4. miejsce w lidze, a jesienią ponownie grał w fazie grupowej pucharu.
16 lipca 2009 roku N’Guémo został wypożyczony na rok do szkockiego Celtiku. 15 sierpnia 2009 roku zadebiutował w Scottish Premier League w wygranym 3:1 wyjazdowym spotkaniu z Aberdeen F.C.
W 2010 roku N’Guémo wrócił do Nancy, latem 2011 roku trafił do Girondins Bordeaux. W sezonie 2014/2015 grał w AS Saint-Étienne, a latem 2015 trafił do tureckiego klubu Akhisar Belediyespor. Występował tam do 2017 roku, a następnie był graczem Kayserisporu.
| Sezon   | Klub                 | Kraj    | Rozgrywki        | Mecze | Bramki | Rozgrywki Europy   | Mecze | Bramki |
| ------- | -------------------- | ------- | ---------------- | ----- | ------ | ------------------ | ----- | ------ |
| 2002/03 | AS Nancy B           | Francja | CFA              | 1     | 0      | –                  | –     | –      |
| 2003/04 | AS Nancy B           | Francja | CFA              | 18    | 0      | –                  | –     | –      |
| 2004/05 | AS Nancy B           | Francja | CFA              | 24    | 1      | –                  | –     | –      |
| 2005/06 | AS Nancy             | Francja | Ligue 1          | 14    | 0      | –                  | –     | –      |
| 2005/06 | AS Nancy B           | Francja | CFA              | 9     | 1      | –                  | –     | –      |
| 2006/07 | AS Nancy             | Francja | Ligue 1          | 22    | 0      | Liga Europy UEFA   | 3     | 0      |
| 2007/08 | AS Nancy             | Francja | Ligue 1          | 25    | 0      | –                  | –     | –      |
| 2008/09 | AS Nancy             | Francja | Ligue 1          | 33    | 2      | Liga Europy UEFA   | 5     | 0      |
| 2009/10 | Celtic F.C. (wyp.)   | Szkocja | S.Premier League | 30    | 0      | Liga Mistrzów UEFA | 1     | 0      |
| 2010/11 | AS Nancy             | Francja | Ligue 1          | 33    | 2      | –                  | –     | –      |
| 2011/12 | Girondins Bordeaux   | Francja | Ligue 1          | 33    | 1      | –                  | –     | –      |
| 2012/13 | Girondins Bordeaux   | Francja | Ligue 1          | 11    | 0      | Liga Europy UEFA   | 5     | 0      |
| 2013/14 | Girondins Bordeaux   | Francja | Ligue 1          | 23    | 1      | Liga Europy UEFA   | 2     | 0      |
| 2014/15 | AS Saint-Étienne     | Francja | Ligue 1          | 14    | 1      | Liga Europy UEFA   | 0     | 0      |
| 2015/16 | Akhisar Belediyespor | Turcja  | Süper Lig        | 29    | 2      | –                  | –     | –      |
| 2016/17 | Akhisar Belediyespor | Turcja  | Süper Lig        | 11    | 0      | –                  | –     | –      |
| 2016/17 | Kayserispor          | Turcja  | Süper Lig        | 9     | 0      | –                  | –     | –      |
| 2017/18 | Kayserispor          | Turcja  | Süper Lig        | 0     | 0      | –                  | –     | –      |

## Kariera reprezentacyjna
W reprezentacji Kamerunu N’Guémo zadebiutował w 2006 roku. W 2008 roku został powołany przez selekcjonera Otto Pfistera do kadry na Puchar Narodów Afryki 2008, z którego przywiózł srebrny medal za wicemistrzostwo Afryki.

## Śmierć
27 czerwca 2024 samochód, którym podróżował Landry N’Guémo, zderzył się z ciężarówką. Piłkarz oraz jego kierowca zginęli na miejscu. Do wypadku doszło na drodze łączącej Jaunde i Bafoussam, w okolicach Obali.